# Das Wiegenlied (1924)
Das Wiegenlied (Originaltitel: The Lullaby) ist ein US-amerikanisches Stummfilmdrama aus dem Jahr 1924 von Chester Bennett mit Jane Novak in einer Doppelrolle. Der Film wurde von Metro-Goldwyn-Mayer produziert und basiert auf der Erzählung The Lullaby von Lillian Ducay.

## Handlung
Tony und Felipa sind ein Einwandererpaar. Tonys Freund Pietro versucht, sich Felipa aufzudrängen, woraufhin Tony ihn tötet. Sowohl Tony als auch Felipa, die als Mittäterin gilt, werden wegen des Mordes verhaftet. Für sein Verbrechen wird Tony gehängt und Felipa zu 20 Jahren Gefängnis verurteilt.
Kurz nach der Hinrichtung ihres Mannes bringt Felipa ihre Tochter Antoinette zur Welt. Nach drei Jahren wird ihr das Kind weggenommen, um vom Gouverneur aufgezogen zu werden, dem Richter, der das Paar verurteilt hatte. Nachdem sie ihre Haftstrafe abgesessen hat, wird Felipa freigelassen und ist entschlossen, ihre inzwischen erwachsene Tochter zu finden. Als sie sie schließlich findet und die elegante Umgebung sieht, in der sie aufgewachsen ist, beschließt sie, sie zu ihrem eigenen Wohl aufzugeben. Antoinettes Adoptivfamilie zeigt ihr Mitgefühl mit Felipa, indem sie sie einlädt, bei ihnen zu leben.

## Hintergrund
In einem Zeitungsartikel im Januar 1923 wurde angekündigt, dass Will M. Ritchey das Drehbuch für die nächste Produktion von Regisseur Maurice Tourneur, die auf Lillian Duceys Erzählung „The Lullaby“ basiert, schreibe. Als die Dreharbeiten am 7. Juni 1923 begannen, hatte Chester Bennett Tourneur als Regisseur abgelöst. Hope Loring und Louis D. Lighton wurden als Drehbuchautoren, Douglas Dawson als Regieassistent und William Garwood als Produktionsleiter genannt. Im Juli 1923 wurde Chester Bennett mit den Worten zitiert, er plädiere für Drehbuchautoren gegenüber „literarischen“ Autoren, deren Werke zuerst in Romanform oder in Zeitschriften veröffentlicht wurden, da erstere ihre Ideen auf „die Kinoleinwand“ zuschnitten. Bennett bemerkte, „The Lullaby“ sei „das kreative Werk eines Autors, der nur für die Leinwand schreibt“. Die Geschichte von Lillian Ducey, auf der dieser Film basiert, wurde jedoch in der Ausgabe des Magazins „Saucy Stories“ vom 1. Mai 1923 veröffentlicht.
Die Dreharbeiten fanden im R-C Studio in Hollywood statt. Es wurde berichtet, dass während der Dreharbeiten Kaninchen, Eichhörnchen und ein Affe zum Einsatz kamen. Die letzte Woche der Hauptdreharbeiten fand Mitte August 1923 statt.
Zum Zeitpunkt der Dreharbeiten hatte die Hauptdarstellerin Jane Novak einen langfristigen Vertrag mit Chester Bennett. Als die Hauptdreharbeiten beendet waren, lieh Bennett Novak an Maurice Tourneur für die Dreharbeiten zu „Jealous Husbands“ aus. Nachdem Novak die Tourneur-Produktion abgeschlossen hatte, wurde sie zu Nachdrehs von „The Lullaby“ zurückgerufen. Nach den Nachdrehs erlitt Bennett einen „Zusammenbruch aufgrund von Überarbeitung“ und war nicht in der Lage, Schnitt und Titelgebung zu überwachen.
Im September 1923 wurde eine Vorpremiere auf Catalina Island angekündigt. Einige Politiker und Pädagogen, die sich für das Thema des Films interessierten, darunter Arbeitsminister James J. Davis, forderten ebenfalls spezielle Vorpremieren. Als geplanter Veröffentlichungstermin wurde der 9. Dezember 1923 genannt. Verschiedene widersprüchliche Berichte in zeitgenössischen Quellen gaben Veröffentlichungsdaten vom 11. November 1923 und 25. November 1923 an. Die Premiere des Films wurde auf den 20. Januar 1924 verschoben. Vor der Kinoveröffentlichung kam es zu einem Streit zwischen den Produzenten des Films und den Produzenten eines gleichnamigen Bühnenstücks, das am 17. September 1923 in New York Premiere hatte. Es wurde berichtet, dass zwischen den Anwälten beider Parteien Briefe ausgetauscht wurden, „in denen jede Seite behauptete, sie werde den Titel verwenden, wobei beide Einwände gegen die Verwendung durch die andere Seite erhoben.“ In einer Rezension in der Variety vom 24. Januar 1924 hieß es, dass mehrere Kinobetreiber es ablehnten, den Film zu zeigen, da der Titel das Publikum verwirren und glauben lassen würde, er sei aus dem Stück entnommen. Bennett verteidigte die Verwendung des Titels und erklärte, die Filmproduktion sei bereits vor der Ankündigung des Stücks im Gange gewesen.
Da keine Kopien der sieben Filmrollen existieren, gilt der Film als verschollen.

## Veröffentlichung
Die Premiere des Films fand am 19. Januar 1924 in New York statt. 1925 kam er im Deutschen Reich und in Österreich in die Kinos.

## Kritiken
Der Kritiker des TV Guide sah ein deprimierendes Drama in einem vergessenswerten Film.

## Auszeichnungen
1924 wurde Robert Anderson mit dem Photoplay Award als bester Darsteller des Monats März ausgezeichnet.